# НИИ вирусологии имени Д. И. Ивановского РАМН
Подразделение Институт вирусологии им. Д. И. Ивановского ФГБУ «НИЦЭМ им. Н. Ф. Гамалеи» Минздрава России — научно-исследовательское учреждение в области изучения экологии, эпидемиологии и молекулярной биологии вирусов человека и животных.

## История
Федеральное государственное бюджетное учреждение «Научно-исследовательский институт вирусологии им. Д. И. Ивановского» Министерства здравоохранения Российской Федерации создано в 1944 году в структуре Российской академии медицинских наук. С 1950 года институту присвоено имя Д. И. Ивановского.
Институт расположен по адресу: г. Москва. ул. Гамалеи, дом 16.
В состав коллектива учёных института входят 2 академика, 1 член-корреспондент Российской академии наук, 43 доктора (25 из них имеют учёное звание профессора), 112 кандидатов наук. Есть диссертационный совет и аспирантура по специальностям: молекулярная биология, вирусология, инфекционные болезни.
В 2014 году был присоединён к научно-исследовательскому институту эпидемиологии и микробиологии имени почётного академика Н. Ф. Гамалеи (НИИЭМ им. Н. Ф. Гамалеи), образовав Федеральное государственное бюджетное учреждение «Национальный исследовательский центр эпидемиологии и микробиологии имени почетного академика Н. Ф. Гамалеи» министерства здравоохранения Российской Федерации.

## Направления деятельности
Основными направлениями деятельности НИИ вирусологии им. Д. И. Ивановского являются исследования по проблемам вирусных заболеваний: гриппа, ВИЧ — СПИДа, гепатитов, арбовирусов, бешенства, герпесвирусных болезней, вторичной иммунной недостаточности, развившейся на фоне длительного заболевания, вызванного вирусом и др.
Институт пополняет Государственную коллекцию вирусов, коллекции культур клеток и плазмид. Д. К. Львов создал и руководит научным направлением экологии вирусов и популяционной генетики арбовирусов, молекулярной экологии вирусов, ведёт исследования рекомбинационных процессов в механизме формирования генофонда вирусных популяций. При этом он сочетает эволюционный подход и математические методы многофакторного анализа, создав концепцию о закономерностях циркуляции арбовирусов в различных климатогеографических поясах мира.
В своей работе институт занимается сбором полевого материала в эпидцентре болезней, молекулярно-генетические, высокотехнологичные методы, пептидный синтез, методы биотехнологии, клеточной и генной инженерии. Были проведены широкомасштабные полевые и экспериментальные исследования, чтобы изолировать из природы 60 разновидностей различных семейств арбовирусов, многие из которых были зарегистрированы в Международном каталоге арбовирусов в качестве новых для науки. Была изучена не только их роль в заболеваемости, но и разработаны диагностические препараты.
Исследования института позволили описать неизвестные ранее инфекции — Карельскую лихорадку, Иссык-Кульскую лихорадку, лихорадку Тамды, лихорадку долины Сырдарьи.
В институте разработан уникальный метод экологического зондирования территории России и стран бывшего СССР, позволивший прогнозировать возникновение эпидемических вспышек в различных ландшафтных поясах на территории России. Методом молекулярной экологии российские учёные установили генетическую характеристику вирусов Крымской геморрагической (ККГЛ) лихорадки и лихорадки Западного Нила (ЛЗН), вызвавших обширные эпидемические вспышки в 1999—2002 годах на юге России, и показали идентичность геномов штаммов этого вируса, выделенных в этот период в России и США.
Экологический подход Д. К. Львова позволил изучить механизмы возникновения новых пандемических вирусов гриппа А. Учёные института определили 14 разновидностей вирусов, активно циркулирующих в природных биоценозах Северной Евразии, а также выявили их генетические варианты, которые могут преобразоваться в новые пандемические вирусы.
Институт проводил мониторинг распространения в России различных генотипов гепатита С, установив повсеместное доминирование наиболее патогенного гепатита 1B.
Под руководством Д. К. Львова были изучены причины и последствия заноса птичьего гриппа H5N1 в Северную Евразию, проникновение его в Россию, последствия пандемии и эволюция вируса-возбудителя.

## Структура
В состав института входят: лаборатория герпесвирусных инфекций, центры (Всемирной организации здравоохранения, а также Всероссийский экологии возбудителей инфекционных заболеваний вирусной природы), российская Государственная коллекция вирусов, экспертный Совет по вирусологии РАМН, этический Комитет, диссертационный Совет по защите кандидатских и докторских диссертаций, кафедра вирусологии при ММА им. И. М. Сеченова, консультативно-диагностические Центры, клиническое отделение при инфекционной больнице № 1 города Москвы, отдел экспериментального производства по выпуску и контролю качества тест-систем и противовирусных вакцин.

## Достижения
В рамках института создано новое научное направление — экология вирусов, главой которого является академик Д. К. Львов, награждённый за эту работу высшей наградой СССР — орденом Ленина (1991).
Исследования по проблеме новых и вновь возвращающихся инфекций и создание «Атласа распространения возбудителей природно-очаговых вирусных инфекций на территории РФ» удостоены в 1999 году Государственной премии РФ.

## Популяризация науки
Институт ведёт разъяснительную работу по эпидемиологии и профилактике опасных вирусных инфекций. В частности, в 2020 году директор института, академик Д. К. Львов выступил в СМИ с разъяснениями происхождения, эпидемиологии и профилактики распространения коронавируса, подчеркнув важность работы с населением для предупреждения необоснованной паники по поводу Covid-19. «За последние 18 лет было выделено большое количество штаммов коронавирусов. Я со своими коллегами провел анализ их генетических характеристик, и оказалось, что вирусы 2002 и 2019 годов очень близки между собой, оба указывают на молекулярное происхождение от вируса летучих мышей, — пояснил учёный. — Я хочу поздравить моих китайских коллег-вирусологов, которым очень быстро удалось выявить возбудитель нового коронавируса, охарактеризовать его молекулярные и генетические свойства, а затем поделиться информацией со всеми нами. Это дало возможность, в том числе и учёным новосибирского центра, буквально за неделю, очень быстро и качественно подготовить диагностические тест-системы для выявления Covid-19 в организме. Они уже используются у нас в стране».
Львов подчеркнул, что обычный грипп гораздо опаснее коронавируса: ежегодно от его осложнений умирают 200-300 тысяч человек в мире. И среди его возбудителей штаммы различных коронавирусов присутствуют наравне с парвовирусами, риновирусами, аденовирусами, бокавирусами, метапневмовирусами, составляя около 15 %.